# Bonginkosi Dlamini
Bonginkosi Sanele Dlamini (ur. 21 listopada 1990) – suazyjski piłkarz grający na pozycji napastnika w klubie Mbabane Highlanders FC.

## Kariera klubowa

### Sagrada Esperança
Dlamini przeszedł do Sagrada Esperança 1 stycznia 2022. Wystąpił dla niej w dwóch meczach ligowych i sześciu meczach Ligi Mistrzów CAF, nie strzelił żadnego gola.

## Kariera reprezentacyjna
| Mecze i gole w reprezentacji | Mecze i gole w reprezentacji | Mecze i gole w reprezentacji | Mecze i gole w reprezentacji | Mecze i gole w reprezentacji | Mecze i gole w reprezentacji | Mecze i gole w reprezentacji | Mecze i gole w reprezentacji              |
| Eswatini                     | Eswatini                     | Eswatini                     | Eswatini                     | Eswatini                     | Eswatini                     | Eswatini                     | Eswatini                                  |
| Lp.                          | Data                         | Miejsce                      | Gospodarz                    | Gość                         | Wynik                        | Gol                          | Rozgrywki                                 |
| ---------------------------- | ---------------------------- | ---------------------------- | ---------------------------- | ---------------------------- | ---------------------------- | ---------------------------- | ----------------------------------------- |
| 1.                           | 29.06.2013                   | Luanda                       | Angola                       | Eswatini                     | 1:0                          |                              | Mistrzostwa Narodów Afryki 2014           |
| 2.                           | 07.07.2013                   | Kitwe                        | Botswana                     | Eswatini                     | 0:0                          |                              | Puchar COSAFA 2013                        |
| 3.                           | 15.11.2013                   | Lobamba                      | Eswatini                     | Południowa Afryka            | 0:3                          |                              | Mecz towarzyski                           |
| 4.                           | 02.07.2017                   | Rustenburg                   | Eswatini                     | Zimbabwe                     | 1:2                          |                              | Puchar COSAFA 2017                        |
| 5.                           | 04.07.2017                   | Saulspoort                   | Namibia                      | Eswatini                     | 1:0                          |                              | Puchar COSAFA 2017                        |
| 6.                           | 19.04.2018                   | Manzini                      | Eswatini                     | Namibia                      | 1:0                          |                              | Mecz towarzyski                           |
| 7.                           | 05.06.2018                   | Polokwane                    | Eswatini                     | Botswana                     | 0:2                          |                              | Puchar COSAFA 2018                        |
| 8.                           | 22.09.2019                   | Manzini                      | Eswatini                     | Zambia                       | 0:1                          |                              | Mistrzostwa Narodów Afryki 2020           |
| 9.                           | 19.10.2019                   | Lusaka                       | Zambia                       | Eswatini                     | 2:2                          |                              | Mistrzostwa Narodów Afryki 2020           |
| 10.                          | 17.11.2019                   | Manzini                      | Eswatini                     | Senegal                      | 1:4                          |                              | Puchar Narodów Afryki 2021 – kwalifikacje |
| 11.                          | 05.06.2021                   | Maputo                       | Eswatini                     | Lesotho                      | 1:0                          |                              | Mecz towarzyski                           |
| 12.                          | 23.03.2022                   | Dar es Salaam                | Somalia                      | Eswatini                     | 0:3                          | Gol                          | Puchar Narodów Afryki 2023 – kwalifikacje |
| 13.                          | 27.03.2022                   | Mbombela                     | Eswatini                     | Somalia                      | 2:1                          |                              | Puchar Narodów Afryki 2023 – kwalifikacje |